# 사회적 그루밍

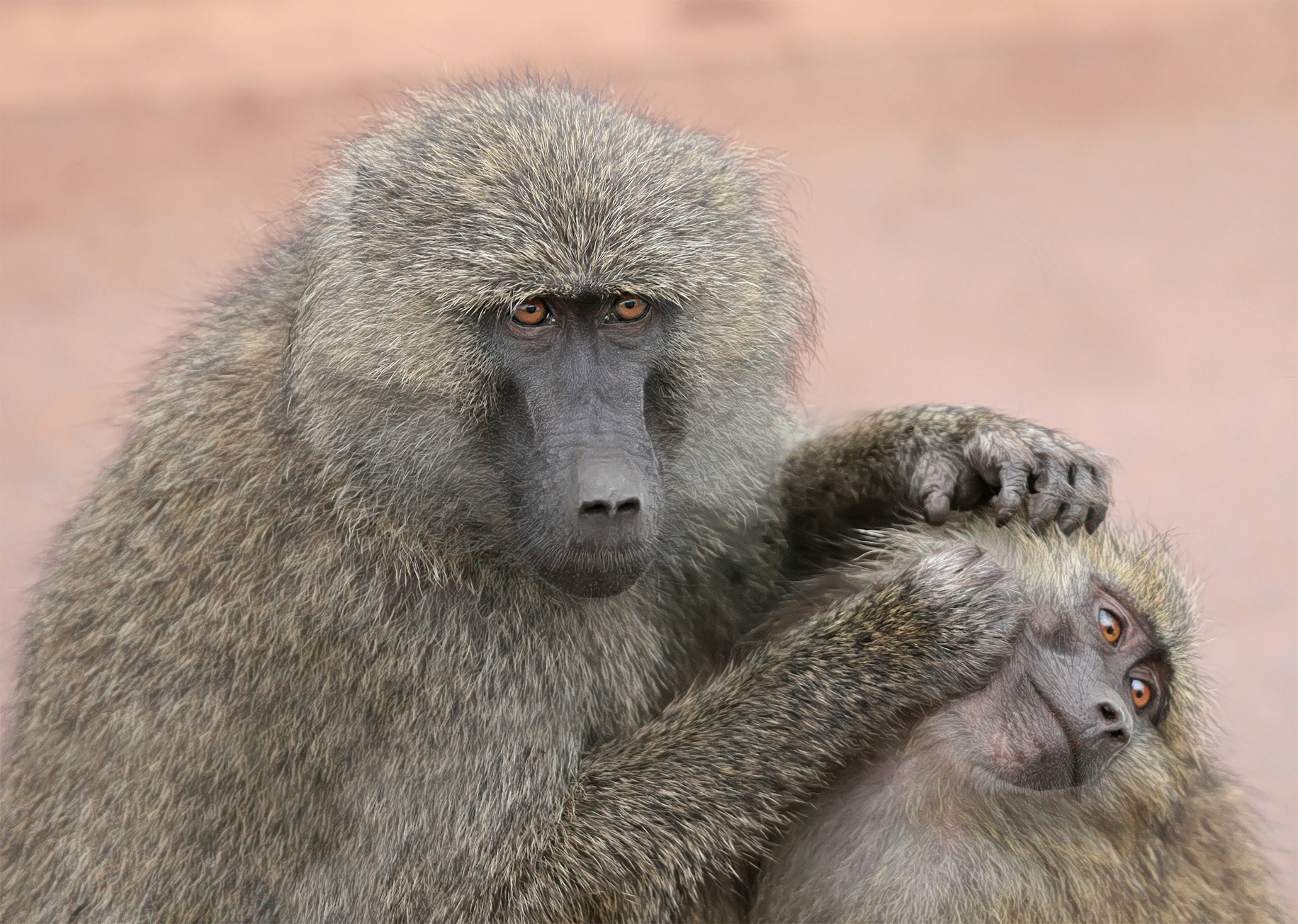
다 자란 올리브개코원숭이가 어린 새끼를 손질해 준다.

사회적 그루밍(Social Grooming)이란 인간을 포함한 사회적 동물들이 서로의 몸이나 외모를 깨끗하게 하거나 유지하는 행위를 말한다. 관련 용어인 알로그루밍(allogrooming)은 같은 종의 구성원들 사이의 사회적 정리를 나타낸다. 그루밍은 주요 사회 활동이자 가까운 곳에 사는 동물들이 유대감을 형성하고 사회 구조와 가족 관계를 강화하며 동료 관계를 구축할 수 있는 수단이다. 사회적 그루밍은 일부 종에서는 갈등 해결, 모성 행동 및 화해의 수단으로도 사용된다. 상호 그루밍(mutual grooming)은 일반적으로 사회적 그루밍, 쌍 결속 또는 성교 전 활동의 일부로 두 개인 간의 그루밍 행위를 설명한다.

## 같이 보기
- 그루밍
- 사회 통합